# John Joubert (Serienmörder)
John Joseph Joubert (* 2. Juli 1963 in Lawrence, Massachusetts; † 17. Juli 1996 in Lincoln, Nebraska) war ein US-amerikanischer Serienmörder.

## Leben
Aus zerrütteten Verhältnissen stammend, litt er, wie Psychiater später herausfanden, an einer Zwangsstörung, an einer schizoiden Persönlichkeitsstörung und hatte sadistische Neigungen. Als er sechs Jahre alt war, ließen seine Eltern sich scheiden. Joubert zog mit seiner Mutter nach Portland und durfte den Vater fortan nicht mehr sehen. Die Mutter demütigte und misshandelte ihn. John hatte schon früh Gewaltfantasien. Seine sadistischen Neigungen entdeckte er mit 13 Jahren, als er ein Mädchen mit einem Bleistift stach und ihn ihr Geschrei sexuell erregte. Als er älter wurde, begann er jüngere Mitschüler zu misshandeln. Nach der Schule wurde er Soldat und diente als Radartechniker auf der Offutt Air Force Base in Bellevue, Nebraska.

## Morde und Vorgehen
Joubert ermordete zwischen August 1982 und Dezember 1983 drei Kinder. Am 22. August 1982 wurde in Portland, Maine, der 11-jährige Richard „Ricky“ Stetson als vermisst gemeldet. Tags darauf fand man seine Leiche. Die Polizei nahm einen Verdächtigen fest, zu dem die Bissabdrücke aber nicht passten. Am 18. September 1983 verschwand der 13-jährige Danny Joe Eberle, ein Zeitungsjunge, in Bellevue, Nebraska. Drei Tage später wurde die Leiche gefunden.
Schon früh wirkte der Profiler Robert Ressler an den Ermittlungen mit, der diesen Fall später in der Dokumentationsreihe Serial Killer ausgiebig erörterte. Am 2. Dezember schließlich verschwand der 12-jährige Christopher Walden, auch ein Zeitungsjunge, in den frühen Morgenstunden, in Papillion, Nebraska. Seine Leiche wurde drei Tage später entdeckt. Beim Auffinden wies er tiefe Schnittwunden am Hals und am Brustkorb auf. Allen Taten war gemein, dass sich keine sexuellen Handlungen an den Opfern nachweisen ließen, sie jedoch sexuell motiviert waren. Im Jahr 1984 wurde Joubert verhaftet und gestand die Morde. Später stellte sich heraus, dass Resslers Vorhersagen in Bezug auf Alter, sexuelle Ausrichtung, Gewohnheiten, sowie das persönliche und berufliche Umfeld – hier war es ein spezielles Seil – stimmten.

## Verurteilung
Dass bei Begehung der Taten eine Psychose bestanden hätte, war nicht festzustellen. Für den Mord in Portland wurde Joubert zu lebenslanger Haft verurteilt, da der Bundesstaat Maine keine Todesstrafe verhängt. Diese bekam er jedoch für die Morde an den beiden Zeitungsjungen. Im Jahr 1995 reichten Jouberts Anwälte eine sogenannte Habeas Corpus beim zuständigen Bundesgericht ein, um feststellen zu lassen, dass die Todesstrafe grausam und in Anbetracht seiner schwierigen Kindheit verfassungsmäßig fragwürdig sei. Auf Grund des nachgewiesenen Sadismus wurde dieser Antrag in zweiter Instanz aber abgelehnt. Joubert starb am 17. Juli 1996 in Nebraska auf dem elektrischen Stuhl.

## Dokumentarische Darstellung
In der Dokumentationsserie Medical Detectives, Folge 42 („Handschrift Mord“), werden die Taten des John Joubert filmisch nachgestellt und mit Aussagen beteiligter Ermittler und Zeitzeugen unterlegt.